# Заболонь

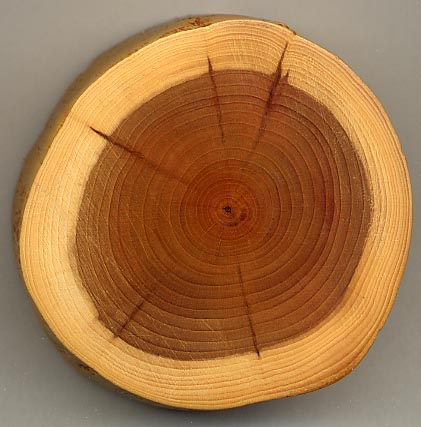
Поперечный срез ствола Заболонь более светлая, расположена ближе к краю

За́болонь, или о́болонь, или блонь, или подко́рье, — наружные молодые, физиологически активные слои древесины стволов, ветвей и корней, примыкающие к образовательной ткани — камбию. Часть клеток заболони содержит запасные вещества.
Заболонь отличается от внутренней части (ядра) более светлой окраской, меньшей механической прочностью; содержит больше воды (по ней осуществляется активный транспорт воды к кроне) и менее стойка к поражениям грибами и насекомыми, чем ядро и спелая древесина.

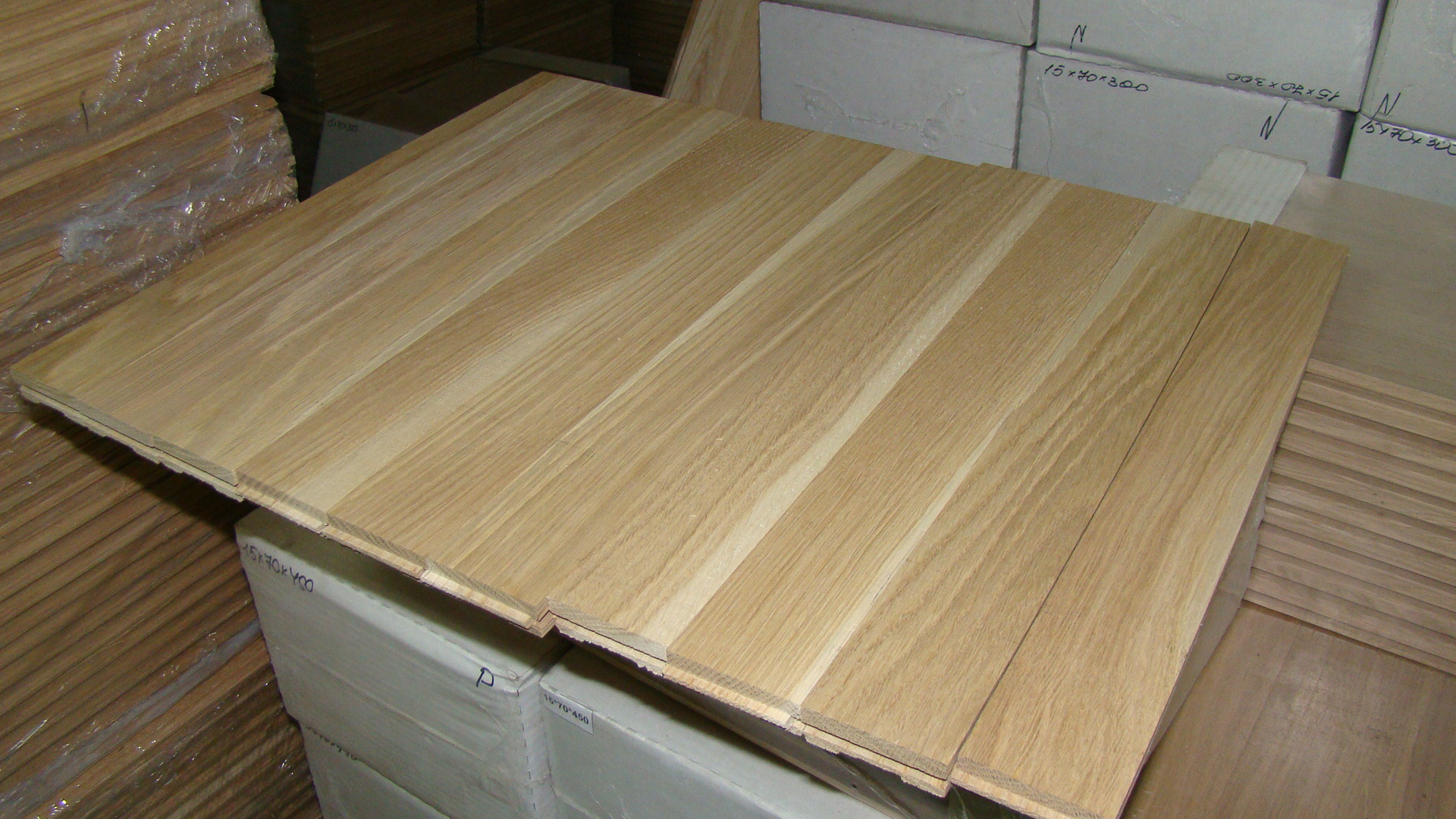
Дубовый штучный паркет, на планках которого хорошо видна заболонь

Такие древесные породы, как берёза и осина, вообще не образуют ядра, и их древесина состоит полностью из заболони.
В заболони откладывается наиболее важная в промышленном отношении смола — живица, которую добывают из сосен подсочкой (разрезом коры с обнажением поверхности заболони).
Молодая заболонь некоторых деревьев пригодна для употребления в пищу. Сосновая заболонь заготавливалась раньше в Сибири в пищу в большом количестве, о чём свидетельствуют многие авторы, особенно дореволюционные. Значительное место сосновая заболонь имела в рационе, например, якутов, хантов и манси.